# Germigney (Jura)
Germigney é uma comuna francesa na região administrativa de Borgonha-Franco-Condado, no departamento de Jura. Estende-se por uma área de 5,44 km². Em 2010 a comuna tinha 81 habitantes (densidade: 14,9 hab./km²).